# 3438 Inarradas
3438 Inarradas este un asteroid din centura principală, descoperit pe 21 septembrie 1974 de Felix Aguilar Obs..